# Erich Haslinger

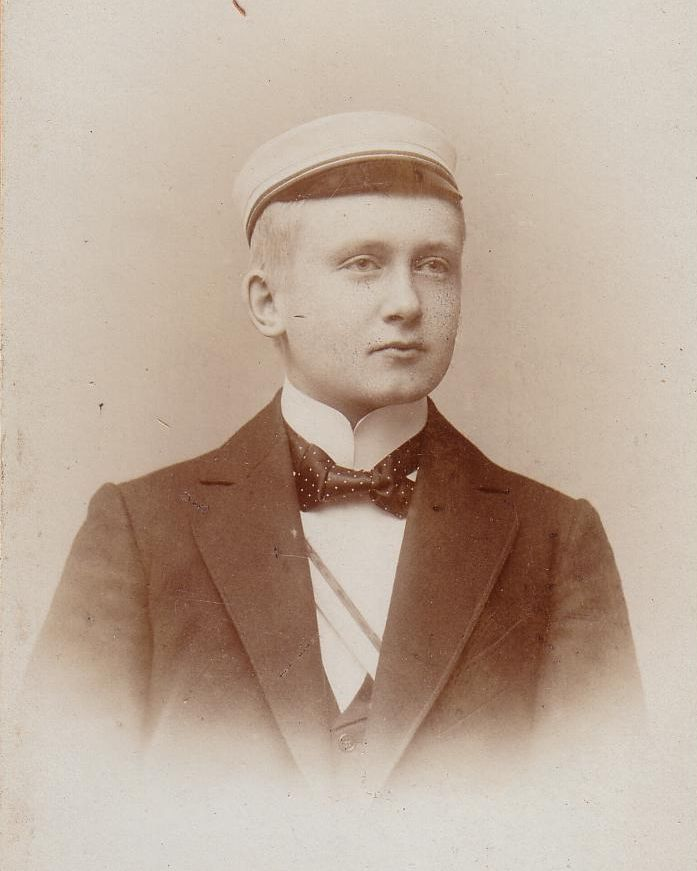
Erich Haslinger (1901)

Erich Haslinger (* 14. Mai 1882 in Königsberg i. Pr.; † 21. Juli 1956 in Bremen) war ein deutscher Jurist und Unternehmer in Ostpreußen, Hamburg und Bremen.

## Leben
Als Nachfahre Salzburger Exulanten begann Haslinger nach dem Abitur am Kgl. Wilhelms-Gymnasium sein Jurastudium an der Albertus-Universität Königsberg. Im Wintersemester 1900/01  wurde er im Corps Masovia aktiv. Als Inaktiver wechselte er an die Ludwig-Maximilians-Universität München und später an die Albert-Ludwigs-Universität Freiburg. 1909 legte er in Berlin das Staatsexamen ab. Bereits in das väterliche Unternehmen aufgenommen, war er während des Ersten Weltkriegs Wasserstraßenbevollmächtigter Ost.

### Ostpreußen

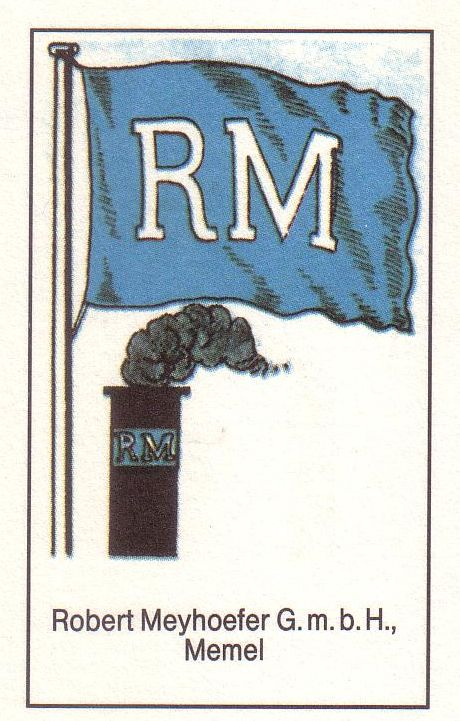
Reederei Meyhoefer

In der Weimarer Republik zählte er zu den führenden Männern der ostdeutschen Wirtschaft. 1919 war er am Bau des Königsberger Flughafens Devau maßgeblich beteiligt. Er war Alleinvertreter der Deutsch-Sowjetischen Luftverkehrsgesellschaft Deruluft. Die 1921 gegründete Deutsch-Russische Luftverkehrs AG lieferte im Rahmen der geheimen Luftwaffenkooperation auch deutsche Flugzeuge in die Sowjetunion. Haslinger gehörte zu den Gründern der Deutschen Ostmesse.
Sein Vater Justus Haslinger war seit 1910 Alleininhaber der Reederei Robert Meyhoefer. Nach dessen Tod 1919 baute Erich Haslinger mit seinem Bruder Oswald Haslinger das aufstrebende Unternehmen weiter aus. Er empfahl der HAPAG, eine Fahrgast-Schnelldampferlinie von Swinemünde nach Pillau einzurichten. Mit der Preußischen Staatseisenbahn und (ab 1920) mit dem Reichsverkehrsministerium verhandelte Haslinger persönlich über die notwendigen Bahnanschlüsse in den Häfen. Haslinger war einer der Begründer vom Seedienst Ostpreußen. Die alten Schiffslinienverbindungen nach Danzig, Elbing, Memel und Tilsit waren der Grundstock für diese „politische Schiffahrtslinie, die nie Gewinn machte und doch florierte“.
Auf dem Königsberger Steindamm eröffnete Haslinger das erste ostpreußische Reisebüro. Er war Generalvertreter der HAPAG für Königsberg, Pillau und Memel, Verkehrsreferent und Vizepräsident der Industrie- und Handelskammer zu Königsberg und finnischer Konsul.

### Hamburg und Bremen
Im Zweiten Weltkrieg wurde sein Unternehmen bei den Luftangriffen auf Königsberg schwer getroffen; alles verbrannte, fast alle Schiffe gingen verloren. Trotzdem gelang es Haslinger, das Unternehmen erst in Hamburg-Bergedorf und ab 1949 in Bremen mit fünf geretteten Binnenschiffen und drei Küstenmotorschiffen in verkleinertem Rahmen fortzuführen. 1952 ließ er bei Seebeck das Frachtschiff Galtgarben bauen. Benannt war er nach dem Galtgarben.
Haslinger war Treuhänder der Industrie- und Handelskammer für Ostpreußen sowie Gründer, Vorsitzender und Ehrenvorsitzender des Bundes heimatvertriebener Wirtschaft mit 140.000 Unternehmen. Auch politisch engagierte er sich für die Interessen der Heimatvertriebenen. Als  Mitglied des GB/BHE kandidierte er bei der Bundestagswahl 1953 erfolglos auf der bremischen Landesliste. Er wurde mit dem Großen Verdienstkreuz des Bundesverdienstordens ausgezeichnet.

### Corps
Seinem Corps war Haslinger zeitlebens tief verbunden. Vor allem seiner Initiative war es zu verdanken, dass 1928 das neue Corpshaus am Weidendamm (für 80.000 Reichsmark) erworben werden konnte. Eng befreundet mit Alfred Prang, Wilhelm Brindlinger, Hans Widera, Rolf Grabower und Franz Willuhn, zog er in der Nachkriegszeit die Fäden für den Wiederaufbau des Corps. Seine Frau Margarete geb. Witte war in Königsberg Masovias Grande Dame. Nach dem Krieg war sie Schöffin in den Spruchkammerverfahren zum KZ Neuengamme.